# Frank Elegar
Frank Roderick Elegar (New York, 3 dicembre 1986) è un cestista americo-verginiano con cittadinanza guyanese.

## Carriera
Con le Isole Vergini Americane ha disputato i Campionati americani del 2007.

## Palmarès
- Campionato estone: 2

Kalev/Cramo: 2012-13, 2013-14